# Piccolo mondo antico (romanzo)
Piccolo mondo antico è un romanzo scritto da Antonio Fogazzaro nel 1895.
Generalmente considerato il suo capolavoro, è il quarto dei suoi romanzi; ne seguiranno altri tre, con il seguito della vicenda: Piccolo mondo moderno, Il santo, Leila.

## Ambientazione
Il racconto è ambientato in Valsolda, una località in provincia di Como, posta sulle sponde del lago di Lugano.

## Trama
Il romanzo si apre con la descrizione di una cena in casa della Marchesa Orsola Maironi, durante la quale il nipote Franco mostra il suo temperamento acceso, polemizzando con foga contro chi difende il governo austriaco. Luisa Rigey è una popolana valsoldese che abita a Castello. 
I due giovani si innamorano, ma la nonna di Franco è contraria all'unione, a causa della condizione plebea di Luisa. Per questo minaccia il nipote di non lasciargli l'eredità se deciderà di sposarla. Il ragazzo, di animo forte, idealista (scrive poesie e musiche), reagisce ai divieti della Marchesa con orgoglio: aiutato da alcuni uomini fidati, tra cui lo zio di Luisa, Piero, impiegato del governo austriaco, organizza un matrimonio in segreto, con la benedizione della madre di Luisa, Teresa Rigey, ammalata e prossima alla morte.
Venuta a sapere del matrimonio, la nonna disereda il nipote. Tuttavia il professor Gilardoni svela a Franco che non è vero che suo nonno sia morto senza lasciare testamento: gli mostra infatti una copia autentica del documento nel quale Franco è nominato erede universale. La Marchesa, a suo tempo, aveva creduto di distruggere tutte le copie ed è ignara dell'esistenza di quest'ultima. Franco però non se la sente di intentare una causa contro la potente nonna e prega il professore di distruggere il testamento, senza rivelare l'accaduto a Luisa.
Il matrimonio nei primi tempi procede bene, nonostante le difficoltà economiche: i giovani possono contare sull'aiuto dello zio Piero, nella cui casa di vacanza vanno a vivere. Nel 1852 nasce loro una bambina, Maria, che sarà soprannominata "Ombretta Pipì", per il titolo di un'arietta d'opera "Ombretta sdegnosa del Missipipì" (da La pietra del paragone di Gioachino Rossini) che lo zio le canta spesso.
Dopo una perquisizione della loro casa, Franco viene arrestato dalla polizia austriaca, ma è subito rilasciato, in quanto si è trattato di un'azione puramente intimidatoria. In effetti, durante la perquisizione non si trova nulla di compromettente, se non alcune monete del governo provvisorio di Lombardia (1849) e uno scudo di Carlo Alberto, oltre al fodero di una sciabola della famiglia Ribera, risalente al periodo napoleonico. Tuttavia questo materiale è sufficiente per un'incriminazione: su richiesta della nonna, Franco non subisce conseguenze, mentre lo zio Piero viene licenziato dal governo in quanto funzionario infedele all'Austria.
Il licenziamento dello zio causa un peggioramento delle condizioni economiche; ciò è fonte di preoccupazioni tra gli sposi, i quali ogni tanto si trovano in disaccordo in virtù del loro carattere diverso: passionale, idealista e tendenzialmente ottimista quello di Franco, più riflessivo e cupo quello di Luisa, che è credente e fiduciosa nella giustizia divina anche se sempre meno convinta della sua fede in Dio. Ella vorrebbe che il marito si impegnasse maggiormente nel mettere in pratica le proprie idee "liberali", mentre Franco ritiene che il suo dovere primario sia quello di rimanere accanto alla famiglia.
Questi lievi contrasti sono destinati ad accrescersi allorché il professor Gilardoni, che si reca dalla Marchesa mostrandole la copia del testamento che non ha distrutto, contrariamente al volere di Franco, svela a Luisa dell'esistenza di questo documento: Luisa vorrebbe servirsi del testamento, mentre Franco è contrario, ritenendolo disonorevole per la nonna.
Per mostrare a Luisa il suo attaccamento alla famiglia ma anche il suo amore per l'Italia, Franco nel 1855 parte per Torino, dove trova lavoro in un giornale ed entra in stretto contatto con gruppi di patrioti. In autunno una tragedia colpisce duramente la coppia: la figlioletta Maria "Ombretta" annega nel lago. La morte della bimba, avvenuta quando Luisa non è in casa perché corsa ad affrontare a muso duro la Marchesa, rischia di spezzare il legame tra i due. Luisa si ritiene responsabile, appare fuori di sé, sembra non riconoscere Franco, tornato precipitosamente da Torino. Luisa non sembra più amarlo, presa solo dal ricordo della sua Ombretta: si reca anche tre volte al giorno al cimitero, perde definitivamente la fede in Dio e chiede al professor Gilardoni (che nel frattempo si è sposato) di fare delle sedute spiritiche per evocare lo spirito della bimba.
Franco dal canto suo, benché molto addolorato, non comprende appieno il silenzio della moglie, il distacco da lui e si prepara a tornare a Torino, anche perché è ormai ricercato dalla polizia austriaca. Nel frattempo la Marchesa, avendo sognato Maria Ombretta che la incolpa della propria morte e pentita per la tentata distruzione del testamento, fa sapere al nipote di volerlo risarcire. Ma Franco rifiuta ogni riconciliazione quando si accorge che la nonna non è mossa da generosità verso lui, ma dalla paura della dannazione eterna e dunque mira soprattutto a salvare se stessa.
La lontananza tra Franco e Luisa dura vari anni, anche perché Franco è braccato dalla polizia austriaca, in quanto considerato un pericoloso patriota. I due si rivedono infine nel febbraio 1859 all'Isola Bella, sul lago Maggiore quando Franco, arruolato nell'esercito piemontese, si prepara a partire per la guerra contro l'Austria (sarà la seconda guerra d'indipendenza, nella quale il Regno di Sardegna avrà come alleata la Francia). Luisa però è stata a lungo indecisa se incontrare il marito: dopo quasi quattro anni è ancora sconvolta dalla morte della figlia e crede che nel suo cuore non possa esistere spazio per l'amore. Ma lo zio le rimprovera il suo atteggiamento assurdo e la sprona a pensare ad un'altra Ombretta. Luisa, sebbene scandalizzata da queste parole, capisce che è suo dovere andare da Franco. Anche lo zio, ormai malato, partecipa all'incontro, volendo rivedere il nipote forse per l'ultima volta.
Sul lago Maggiore, la freddezza di Luisa contrasta con l'amore di Franco e il suo entusiasmo patriottico; la presenza dello zio, inoltre, rende il ragazzo felice. Passeggiando, gli sposi rievocano i bei momenti dell'inizio del loro amore e Franco riesce a fare sentire alla moglie l'autenticità del suo sentimento. Luisa allora, come tornata di colpo alla realtà, si rende conto di amarlo ancora e di non poter essere fredda con un uomo che forse presto morirà in battaglia (cosa che succederà, come si scoprirà in Piccolo mondo moderno). I due passano la notte assieme e al mattino si salutano: Franco parte per raggiungere il suo reggimento, cantando con i suoi commilitoni, mentre Luisa, commossa, sente cominciare in sé una nuova vita. Più tardi lo zio, dopo aver assistito alla riconciliazione tra i due, muore serenamente ammirando il paesaggio del lago Maggiore.

## Personaggi
Franco Maironi
È di famiglia nobile e vive con sua nonna, la Marchesa Maironi, in una villa sul lago di Lugano. Di lui si descrivono solo il fisico alto e magro, i capelli fulvi e gli occhi chiari, ma si sa che è di idee liberali, molto religioso e facile all'ira ma disposto al perdono; infatti nonostante i torti subiti dalla nonna, avrà sempre grande rispetto per lei.
Franco, pur non sopportando i suoi pari rango, ne ha comunque i vizi, se è vero che per anni, nonostante le ristrettezze economiche, vive di musica, di poesia e di giardinaggio invece di trovarsi un impiego che gli permetta l'indipendenza dallo zio della moglie.
Quando la situazione diventa insostenibile, solo allora si cercherà un impiego a Torino.
Luisa Rigey (moglie di Franco)
Luisa non è nobile, ciononostante finché il padre è stato in vita ha potuto condurre una vita dignitosa. Dopo la morte del genitore, lei e la madre (cagionevole di salute) verranno mantenute dallo zio Piero.
Anche di Luisa non abbiamo una precisa descrizione fisica, ma sappiamo che è di carattere deciso con un forte senso della giustizia.
Cresciuta fra contrasti religiosi (il padre ateo e la madre molto devota), Luisa ha una concezione molto personale della religione, tanto che è praticante solo per convenienza.
Forse proprio a causa di questa scarsità di fede, non saprà affrontare con la forza di Franco la morte della figlioletta Maria, e ne uscirà così provata da rasentare la pazzia.
Solo all'ultimo tornerà a provare dei sentimenti positivi nei confronti del marito.
Piero Ribera (zio di Luisa)
È un uomo ultrasessantenne, impiegato di un governo che serve senza troppi rimorsi, in quanto ciò che fa è utile soprattutto per la sua patria.
Mantiene la sorella e la nipote, e, dopo il matrimonio, anche Franco. È di animo buono e aiuta in tutto ciò che può senza chiedere niente in cambio. Sopporta anche i cambiamenti apportati da Franco nella sua casa di Oria.
Morirà serenamente su una panchina dell'Isola Bella.
Maria Maironi (figlia di Franco e Luisa)
Spesso erroneamente conosciuta come Ombretta (in realtà Ombretta è il personaggio di una canzoncina che lo zio Piero le cantava spesso), ha vita breve ma la sua presenza è molto importante nel contesto del romanzo. Rappresenta l'unica gioia dello zio Piero e l'unica ragione di vita per Luisa, dopo la partenza di Franco per il Piemonte.
Morirà affogata nel lago a causa della distrazione della sua bambinaia e soprattutto a causa della assenza da casa di Luisa, andata ad incontrare la Marchesa per gridarle in faccia il suo disprezzo. Di questo Luisa non saprà mai darsi pace.
Pur non avendo mai avuto incontri con la Marchesa, riuscirà a far breccia nel duro cuore della nobile solo dopo la disgrazia.
Marchesa Orsola Maironi (nonna di Franco)
La nobile è austriacante per convinzione, a differenza di altri personaggi che frequentano la sua casa che lo sono per convenienza. Fredda, impassibile e di carattere duro, dopo che Franco si è sposato contro la sua volontà, con le sue oscure trame renderà la vita dura al nipote e alla sua famiglia.
Emerge la sua voglia di vendetta e solo alla fine del romanzo pare disposta a porgere un ramoscello d'ulivo al nipote, ma non per serio pentimento, quanto per la paura della morte e del giudizio divino.
Questi sono i personaggi principali, ma dietro ad essi si muovono tante altre figure molto caratteristiche, che rappresentano appieno la vita valsoldese di quei tempi. Tra i tanti, i più significativi sono: il sior Zacomo, Giacomo Puttini, celibatario di Albogasio che sarà testimone di nozze di Franco e Luisa e poi protagonista di tante esilaranti scene. C'è poi il Pasotti, soprannominato “Tartufo”, impiegato del governo a riposo, austriacante: sarà il confidente della Marchesa e intermediario nei rapporti fra Franco e la nonna, senza peraltro mai piegare Franco al suo volere (o meglio al volere della Marchesa). Infine il professor Gilardoni, amico di Franco anche se molto più vecchio, depositario di un documento che sarà fonte di grattacapi per lui e di litigi fra Franco e Luisa. Dopo la morte di Maria, si darà da fare, con Luisa, in sedute spiritiche per richiamare lo spirito della bambina con grande disappunto dello zio Piero.

## Opere derivate
Nel 1941 Mario Soldati ha diretto l'omonimo film, con Alida Valli e Massimo Serato nei ruoli di Luisa e Franco.
Il romanzo è stato adattato nello sceneggiato televisivo Piccolo mondo antico del 1957, regia di Silverio Blasi, con Paola Borboni (Marchesa Maironi), Renato De Carmine (Franco Maironi) e Carla Del Poggio (Luisa). È l'ottavo sceneggiato prodotto dalla RAI, nonché il primo tratto da un romanzo italiano.
Della fiction televisiva sono stati realizzati poi due remake:
- Nel 1983 Piccolo mondo antico, regia di Salvatore Nocita, con Alida Valli (Marchesa Maironi), Mario Cordova (Franco Maironi) e Laura Lattuada (Luisa Maironi Rigey[7];
- Nel 2001 Piccolo mondo antico, regia di Cinzia TH Torrini, con Claudia Pandolfi (Luisa Rigey), Alessandro Gassmann (Franco Maironi) e Virna Lisi (marchesa Orsola Maironi)[8][9].

## Edizioni
- Antonio Fogazzaro, Piccolo mondo antico, Milano: Casa ed. Galli, 1895
- Antonio Fogazzaro, Piccolo mondo antico, Milano: Baldini, Castoldi e C., 1899
- Antonio Fogazzaro, Piccolo mondo antico, Firenze: Stamperia nazionale braille, [19..]
- Antonio Fogazzaro, Piccolo mondo antico, Milano : Mondadori, 1931
- Antonio Fogazzaro, Piccolo mondo antico, a cura, con introduzione e note di Piero Nardi, Milano: Mondadori, 1934
- Antonio Fogazzaro, Piccolo mondo antico, brani scelti, annotati e pubblicati da Oskar Keller, Berna: A. Francke, 1942
- Antonio Fogazzaro, Piccolo mondo antico, con introduzione e note di Piero Nardi ed 8 disegni di Pietro Chiesa, Milano: A. Mondadori, 1943
- Antonio Fogazzaro, Piccolo mondo antico, con introduzione e note di Piero Nardi, Milano: Edizioni scolastiche Mondadori, 1953
- Antonio Fogazzaro, Piccolo mondo antico, sunti, commento, analisi dei personaggi, curiosità fogazzariane a cura di A. Stirati, Roma: Le Muse, 1965
- Antonio Fogazzaro, Piccolo mondo antico, con una cronologia della vita dell'autore e del suo tempo, una introduzione, una antologia critica e una biografia a cura di Anna Maria Moroni, Milano: Mondadori, 1966
- Antonio Fogazzaro, Piccolo mondo antico, Brescia: Madre, 1968
- Antonio Fogazzaro, Piccolo mondo antico, Milano: Fabbri, 1968
- Antonio Fogazzaro, Piccolo mondo antico, Milano: Rizzoli, 1968
- Antonio Fogazzaro, Piccolo mondo antico, a cura di Bruna Baldini Mezzalana, Roma: A. Signorelli, 1968
- Antonio Fogazzaro, Piccolo mondo antico, a cura di Giorgio Pullini,
- Antonio Fogazzaro, Piccolo mondo antico, con 16 illustrazioni di Pietro Chiesa, Milano: Mondadori, 1968
- Antonio Fogazzaro, Piccolo mondo antico, riduzione e commento di Giuliano Bonati, Milano: Fabbri, 1969
- Antonio Fogazzaro, Piccolo mondo antico, riduzione, presentazione e commento di Giorgio De Rienzo, Milano: Mursia, 1969
- Antonio Fogazzaro, Piccolo mondo antico: 1895, Firenze: Vallecchi, 1969
- Antonio Fogazzaro, Piccolo mondo antico, introduzione e note di Sandro Galli, Brescia: La scuola, 1970
- Antonio Fogazzaro, Piccolo mondo antico, riduzione e commento a cura di Maria Morricone, Milano: Edizioni scolastiche Mondadori, 1970
- Antonio Fogazzaro, Piccolo mondo antico, a cura di Renato Bertacchini, Torino: Società editrice internazionale, 1971
- Antonio Fogazzaro, Piccolo mondo antico, introduzione di Luigi Baldacci, Milano: Garzanti, 1973
- Antonio Fogazzaro, Piccolo mondo antico, a cura di Aldo Borlenghi, Torino: G. Einaudi, 1977
- Antonio Fogazzaro, Piccolo mondo antico, La Spezia: Fratelli Melita Editori, 1981
- Antonio Fogazzaro, Piccolo mondo antico, introduzione di Piero Polito, Novara: Istituto Geografico De Agostini, 1982
- Antonio Fogazzaro, Piccolo mondo antico, a cura di Angela Gorini Santoli, Milano: Mursia, 1983
- Antonio Fogazzaro, Piccolo mondo antico, introduzione di Giulio Cattaneo; note di Ettore Barelli, Milano: Biblioteca universale Rizzoli, 1983
- Antonio Fogazzaro, Piccolo mondo antico, Rimini: I libri di Gulliver, 1985
- Antonio Fogazzaro, Piccolo mondo antico, Milano: Casa Editrice Galli, 1986
- Antonio Fogazzaro, Piccolo mondo antico, Sesto San Giovanni: A. Peruzzo, 1986*Antonio Fogazzaro, Piccolo mondo antico, a cura di Anna Maria Moroni; con uno scritto di Riccardo Bacchelli, Milano: Oscar Mondadori, 1986
- Antonio Fogazzaro, Piccolo mondo antico, a cura di Gabriella Ravizza, Casale Monferrato: Marietti, 1986
- Antonio Fogazzaro, Piccolo mondo antico, [S.l.] : Gherardo Casini,, 1988
- Antonio Fogazzaro, Piccolo mondo antico, a cura di Maurizio Vitta, Milano: Principato, 1992
- Antonio Fogazzaro, Piccolo mondo antico, letto da Lucilla Morlacchi, Novara: Da Agostini, 1994
- Antonio Fogazzaro, Piccolo mondo antico, introduzione di Giulio Cattaneo, Roma: Biblioteca economica Newton, 1995
- Antonio Fogazzaro, Piccolo mondo antico, introduzione e note di Anna Maria Trepaoli, Perugia: Guerra, 1996

Piccolo mondo antico / Antonio Fogazzaro ; a cura di Angelo Cassano, Torino
- Antonio Fogazzaro, Piccolo mondo antico, Palermo: Ciranna, 2001
- Antonio Fogazzaro, Piccolo mondo antico, Torino: Marco Valerio, 2001
- Antonio Fogazzaro, Piccolo mondo antico, Padova: Finegil Editoriale SpA, 2004
- Antonio Fogazzaro, Piccolo mondo antico, a cura di Tommaso Gurrieri, Firenze: Barbès, 2009
- Antonio Fogazzaro, Piccolo mondo antico, introduzione di Daniela Marcheschi; con uno scritto di Riccardo Bacchelli, Milano: Mondadori, 2010
- Antonio Fogazzaro, Piccolo mondo antico, lettura di Lino Spadaro, Vicenza: Il Narratore, 2010
- Antonio Fogazzaro, Piccolo mondo antico, Viareggio: Il Molo, 2011
- Antonio Fogazzaro, Piccolo mondo antico, prefazione di Alberto Mario Banti; note di Ettore Barelli, Milano: BUR, 2011
- Antonio Fogazzaro, Piccolo mondo antico, prefazione di Ernesto Galli della Loggia, Milano: Bur Rizzoli, 2011
- Antonio Fogazzaro, Piccolo mondo antico, Varese
- Antonio Fogazzaro, Piccolo mondo antico, a cura di Tiziana Piras, Venezia: Marsilio, 2014
- Antonio Fogazzaro, Piccolo mondo antico, Vignate (MI): Lampi di stampa, 2017
- Antonio Fogazzaro, Piccolo mondo antico, introduzione di Luigi Baldacci, Milano: Centauria, 2017
- Antonio Fogazzaro, Piccolo mondo antico, con espansione online, a cura di Fernando Molina Castillo, Firenze: Edimedia, 2021